# Tschirgant
Le Tschirgant est une montagne qui s’élève à 2 370 m d’altitude dans le chaînon de Mieming, dans le massif du Wetterstein, en Autriche.